# エヴァ・レーヴシュテット＝オストロム
エヴァ・レーヴシュテット＝オストロム（Eva Mathilda Löwstädt-Åström、1865年5月5日 - 1942年5月5日）はスウェーデンの画家、版画家である。風景画や静物画を描いた  
。

## 略歴
ストックホルムで生まれた。祖父はドイツ、シュトラールズント出身の画家、版画商であったが、父親の幼い時に没している。父親のルドルフ・レーヴシュテット(Rudolf Löwstädt)は商人として成功し、市議会議員を務めた人物である。姉のエマ・チャドウィック(Emma Chadwick、結婚前の名前: Hilma Amalia Löwstädt:1855-1932)も画家になった 。
1885年からストックホルムの工芸学校(後の スウェーデン国立美術工芸大学:Konstfack)で1年間、タルベリ(Axel Tallberg)に版画を学んだ後、1887年から1890年までパリに留学し、パリの私立の美術学校、アカデミー・コラロッシやアカデミー・ジュリアンで学んだ。1890年から1893年の間はイタリアで学んだ。スウェーデンに帰国し1893年に農学者のルドヴィク・オストロム(Ludvig Åström)と結婚した。
姉のエマ・チャドウィックと同じように、スウェーデンとフランスのパリやその近郊でスウェーデンからの芸術家が集まっていたグレ＝シュル＝ロワンを行き来して活動した。1890年代後半から、ヨーテボリやストックホルム、ヘルシンキの展覧会に出展した。 1900年と1909年に出展した。
レーヴシュテット＝オストロムの作品はスウェーデン国立美術館やスンツヴァル美術館に収蔵されている。

## 作品

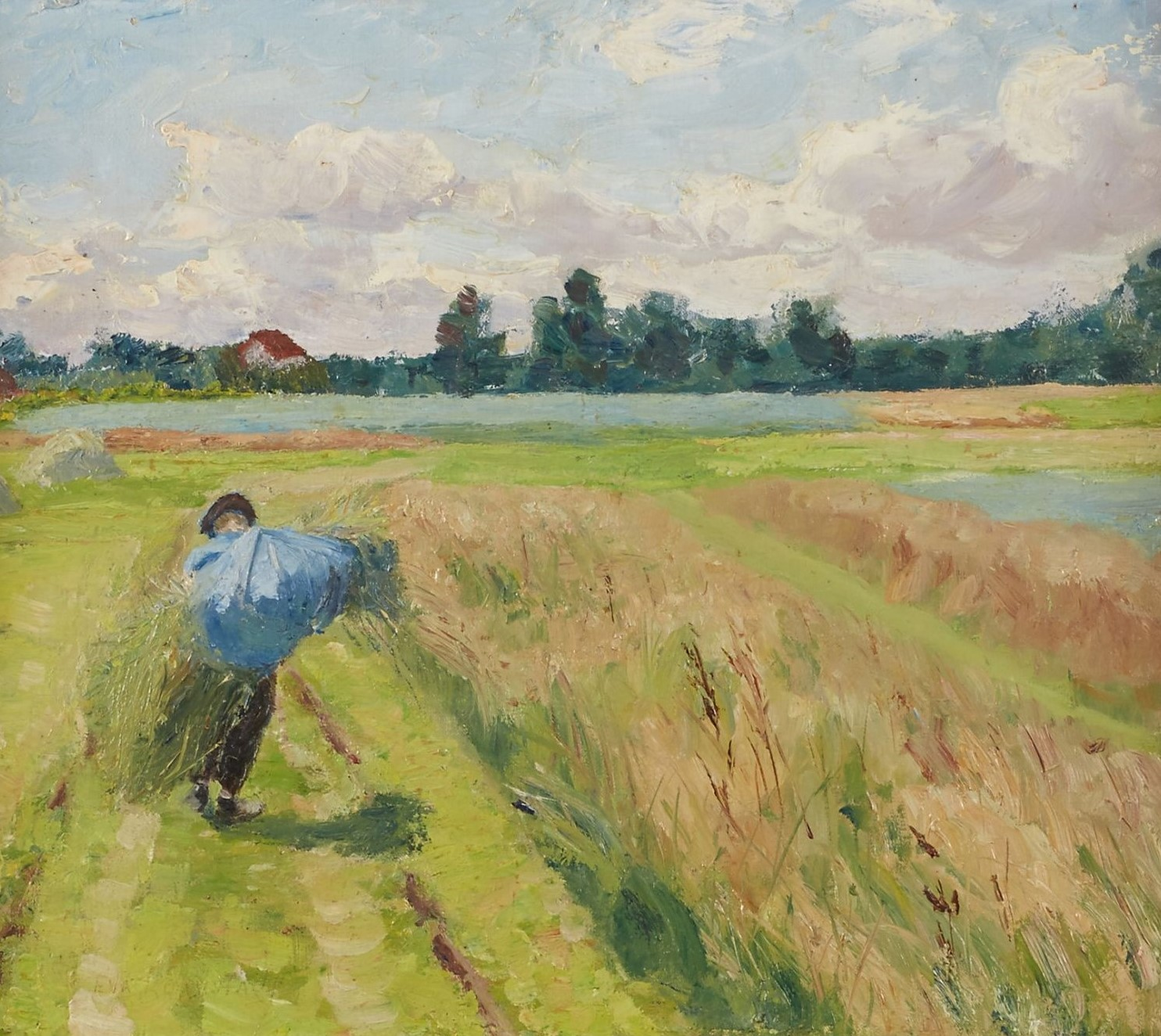
『収穫風景』
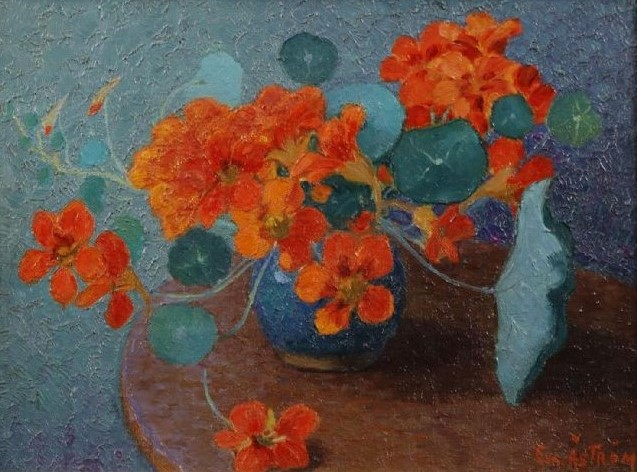
静物画
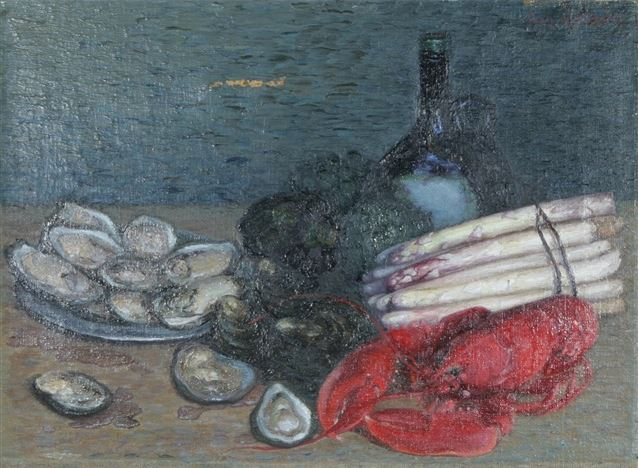
静物画